# Ансамбль братів Авсеніків
Ансамбль братів Авсеніків (словен. Ansambel bratov Avsenik) — словенський верхньокрайнській (або оберкрайнський) музичний народний ансамбль, яким керували знаменитий словенський акордеоніст Славко Арсенік і його брат — аранжувальник Вілко. Утворений в 1953 році в містечку Бегуньє-на-Гореньска. Репертуар налічує більше 1000 пісень, музику до яких писав Славко, а аранжування робив Вілко, академічний композитор. Автори текстів пісень — Мар'ян Старе, Феррі Сува, Іван Сівець, Франц Кошір, Тоні Форнецці, Вінко Шимек і багато інших. Розпущений в 1990 році в зв'язку з хворобою Славко Авсеніка.
Назва групи змінювалося кілька разів: спочатку це було тріо, що стало пізніше квартетом і квінтетом з двома-трьома співаками.
Ансамбль отримав нечувану популярність, крім самої Словенії, в Австрії, Німеччині, Швейцарії та словенської діаспорі у всьому світі. Він вважається автором верхнекрайнського музичного стилю, всього було розпродано 32 мільйони платівок і дисків із записами пісень, що зробило ансамбль найпопулярнішим словенським музичним колективом в світі. Ансамбль дав понад 10 тисяч концертів у світі, в тому числі тричі виступив з Берлінським філармонічним оркестром. Найвідоміша пісня — «Na Golici» або «Trompetenecho» 1955 року, що займає перше місце по числу виконань, серед інструментальних композицій.

## Учасники
- Славко Авсенік (словен. Slavko Avsenik)
- Вилко Авсенік (словен. Vilko Avsenik)
- Лев Поніквар (словен. Lev Ponikvar)
- Франц Кошір (словен. Franc Košir)
- Албін Рудан (словен. Albin Rudan)
- Мік Сосс (словен. Mik Soss)
- Франц Корен (словен. Franc Koren)
- Даніца Філіпліч (словен. Danica Filiplič)
- Ема Проднік (словен. Ema Prodnik)
- Йожіца Свете (словен. Jožica Svete)
- Алфі Ніпіч (словен. Alfi Nipič)
- Йожі Калішнік (словен. Joži Kališnik)
- Йоже Балажіч (словен. Jože Balažic)
- Франці Тержан (словен. Franci Teržan)
- Франці Огризек (словен. Franci Ogrizek)
- Борут Фінжгар (словен. Borut Finžgar)
- Мітя Бутара (словен. Mitja Butara)
- Ігор Подпечан (словен. Igor Podpečan)

## Дискографія
| Пісня                           | Рік  | Назва на немецкій                    | Переклад із словенського      |
| ------------------------------- | ---- | ------------------------------------ | ----------------------------- |
| Na Golici                       | 1955 | Trompetenecho                        | На Голіці                     |
| Na Robleku                      | 1957 | Na Robleku                           | На Роблеку                    |
| Tam, kjer murke cveto           | 1957 | Tam, kjer murke cveto                | Там, де квітніть орхідеї      |
| Na mostu                        | 1957 | Na mostu                             | На мості                      |
| Prelepa Gorenjska               | 1959 | Das schöne Land Krain                | Прекрасна Гореньська          |
| Pastirček                       | 1963 | Hirtenlied                           | Пастушок                      |
| Mi se 'mamo radi                | 1965 | Mi se 'mamo radi                     | Ми один одного любимо         |
| E e k' je luštno                | 1966 | Ja, Ja, Das Ist Lustig               | Так, так, це прекрасно        |
| Otoček sredi jezera             | 1968 |                                      | Острівець серед озера         |
| Na avtocesti                    | 1970 | Auf der Autobahn                     | На автотрасі                  |
| Prijatelji, ostanimo prijatelji | 1973 | Freunde Wir Bleiben Freunde          | Друзі, залишмося друзями      |
| Slovenija, odkod lepote tvoje   | 1974 | Slowenien, Du Mein Heimatland        | Словенія, звідки твої красоти |
| Planica, Planica                | 1979 | Planica, Planica                     | Планіца, планіца              |
| Pod cvetočimi kostanji          | 1980 | Unter Blühenden Kastanien            | Під квітучими каштанами       |
| Samo enkrat imaš 50 let         | 1981 |                                      | Тільки раз в житті тобі 50    |
| Prav fletno se imamo            | 1984 |                                      | Ми правда шалені              |
| Vse moje misli so pri tebi      | 1986 |                                      | Всі мої думки з тобою         |
| Lepo je biti muzikant           |      | Es ist so schön ein Musikant zu sein | Добре бути музикантом         |
| Slovenski pozdravi              |      |                                      | Словенські привітання         |
| Veter nosi pesem mojo           |      |                                      | Вітер несе мою пісню          |
| Vlak drvi                       |      | Die kleine Eisenbahn                 | Поїзд мчиться                 |